# Agave karwinskii
Agave karwinskii ist eine Pflanzenart aus der Gattung der Agaven (Agave).

## Beschreibung
Agave karwinskii wächst einzeln und formt einen Stamm von 2 bis 3 m. Sie bildet Ausläufer. Die variablen, steifen, linealisch bis lanzettförmigen grünen, Blätter sind 40 bis 65 cm lang und 3 bis 7 cm breit. Die Blattränder sind gezahnt. Der dunkelbraune Enddorn ist 1,5 bis 4 cm lang.
Der rispige, offene, gerade Blütenstand wird 3 bis 3,5 m hoch. Die grünen bis gelben Blüten sind 45 bis 57 mm lang und erscheinen im oberen Bereich des Blütenstandes und reichen bis zur Spitze, an lockeren, wenigen, unregelmäßig angeordneten Verzweigungen. Die Blütenröhre ist 10 bis 11 mm lang.
Die eiförmigen bis länglichen dreikammerigen Kapselfrüchte sind 40 bis 50 mm lang und 25 bis 30 mm breit.
Die Blütezeit reicht von Juli bis August.

## Systematik und Verbreitung
Agave karwinskii wächst in Mexiko in den Bundesstaaten Puebla, Oaxaca und Veracruz in ariden Regionen in 1550 bis 1850 m Höhe. Sie ist vergesellschaftet mit Kakteen- und Sukkulentenarten.
Die Erstbeschreibung durch Joseph Gerhard Zuccarini ist 1833 veröffentlicht worden. Synonyme sind Agave laxa Salm-Dyck, Agave karwinskiana Herbert, Agave corderoyi Baker und Agave bakeri Ross.
Agave karwinskii ist ein Vertreter der Gruppe Rigidae. Typisch ist der hohe stammförmige Wuchs mit relativ kleinen Blättern und Blüten. Sie ähnelt Agave decipiens, gleichwohl sind Unterschiede der Blatt- und Blütenstruktur erkennbar.
Agave karwinskii wird im Botanischen Garten Huntington in San Marino in Kalifornien kultiviert.